# Bennetot
Bennetot település Franciaországban, Seine-Maritime megyében. Lakosainak száma 182 fő (2018. január 1.). Bennetot Fauville-en-Caux, Hattenville, Normanville, Sainte-Marguerite-sur-Fauville, Sorquainville és Ypreville-Biville községekkel határos.

## Népesség
A település népességének változása:
| Lakosok száma | 182  | 181  | 181  | 182  |
|               | 2013 | 2015 | 2017 | 2018 |